# Endenich

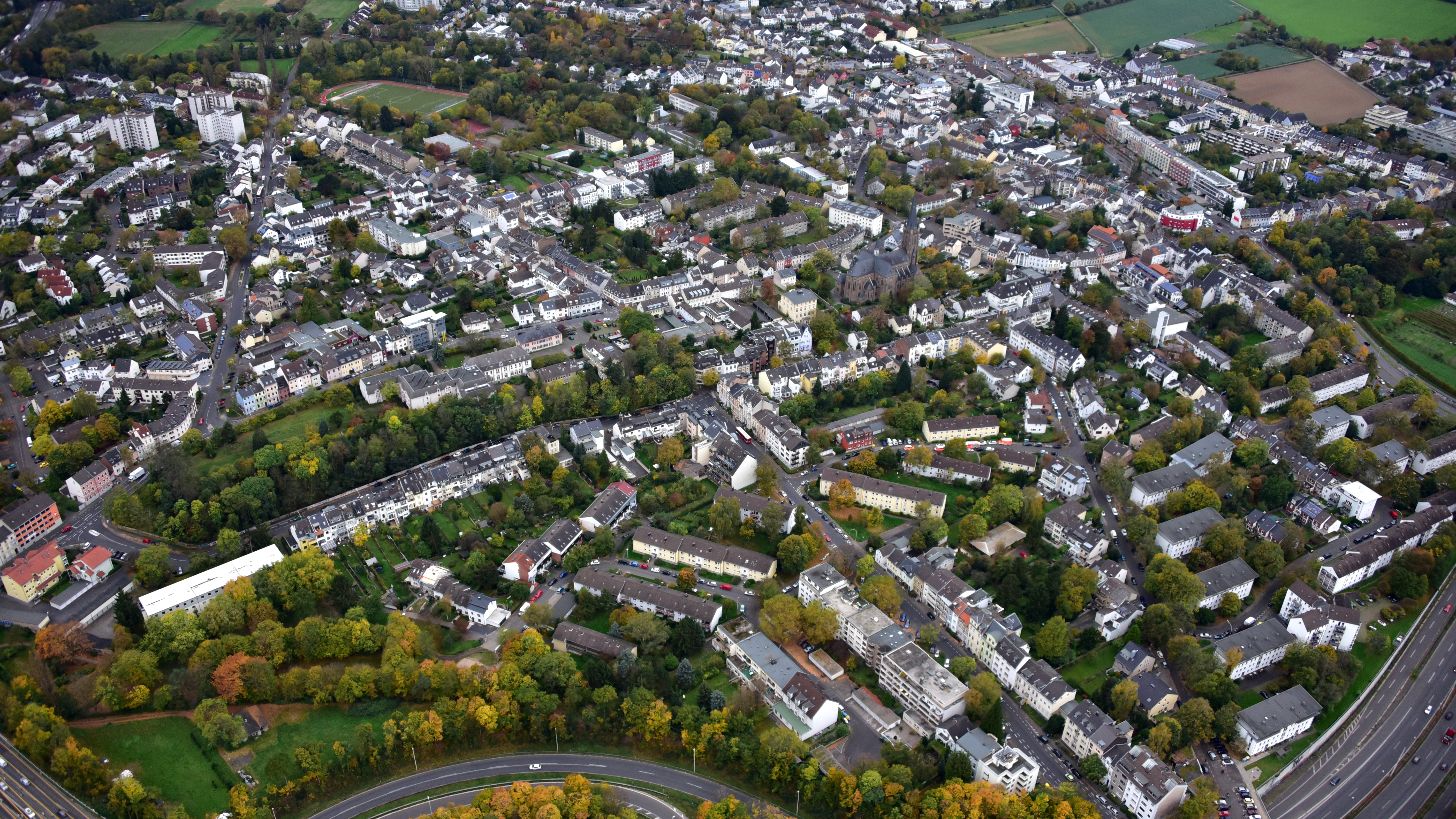
Endenich, Luftaufnahme (2017)

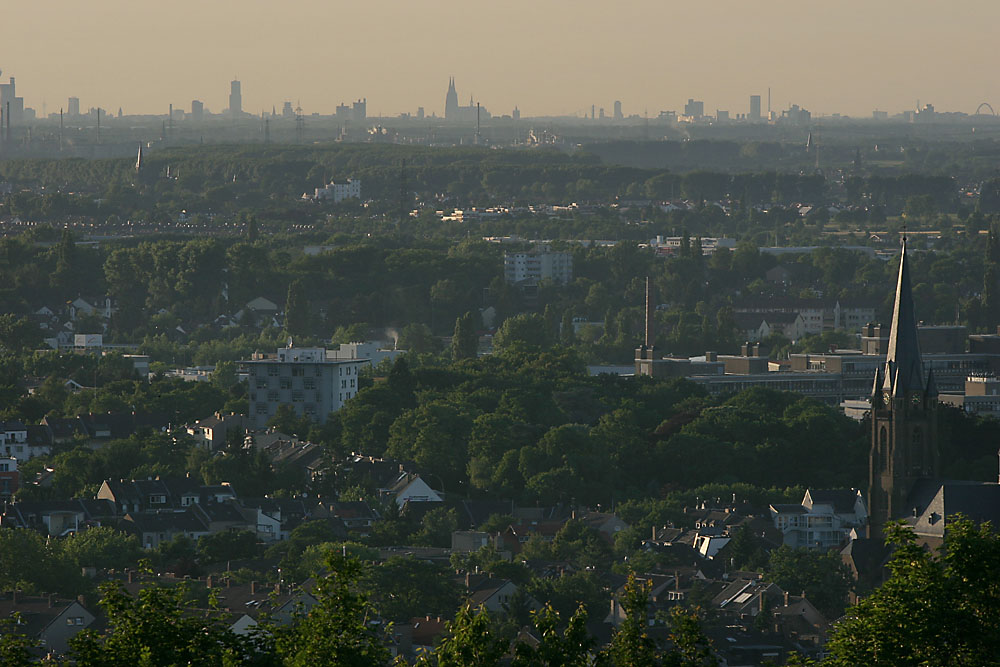
Endenich vom Kreuzberg aus gesehen

Endenich ist ein Ortsteil im Westen der Bundesstadt Bonn mit rund 12.500 Einwohnern und gehört zum Stadtbezirk Bonn.

## Lage
Endenich grenzt im Westteil im Bereich der Freifläche vom Meßdorfer Feld an Lessenich/Meßdorf, im Nordwesten an Dransdorf, im Norden an die Nordstadt und Weststadt, im Osten an Poppelsdorf sowie im Süden an Lengsdorf und Duisdorf. Endenich liegt an der A 565 und ist Namensgeber des Verteilerkreuzes „Endenicher Ei“.

## Geschichte

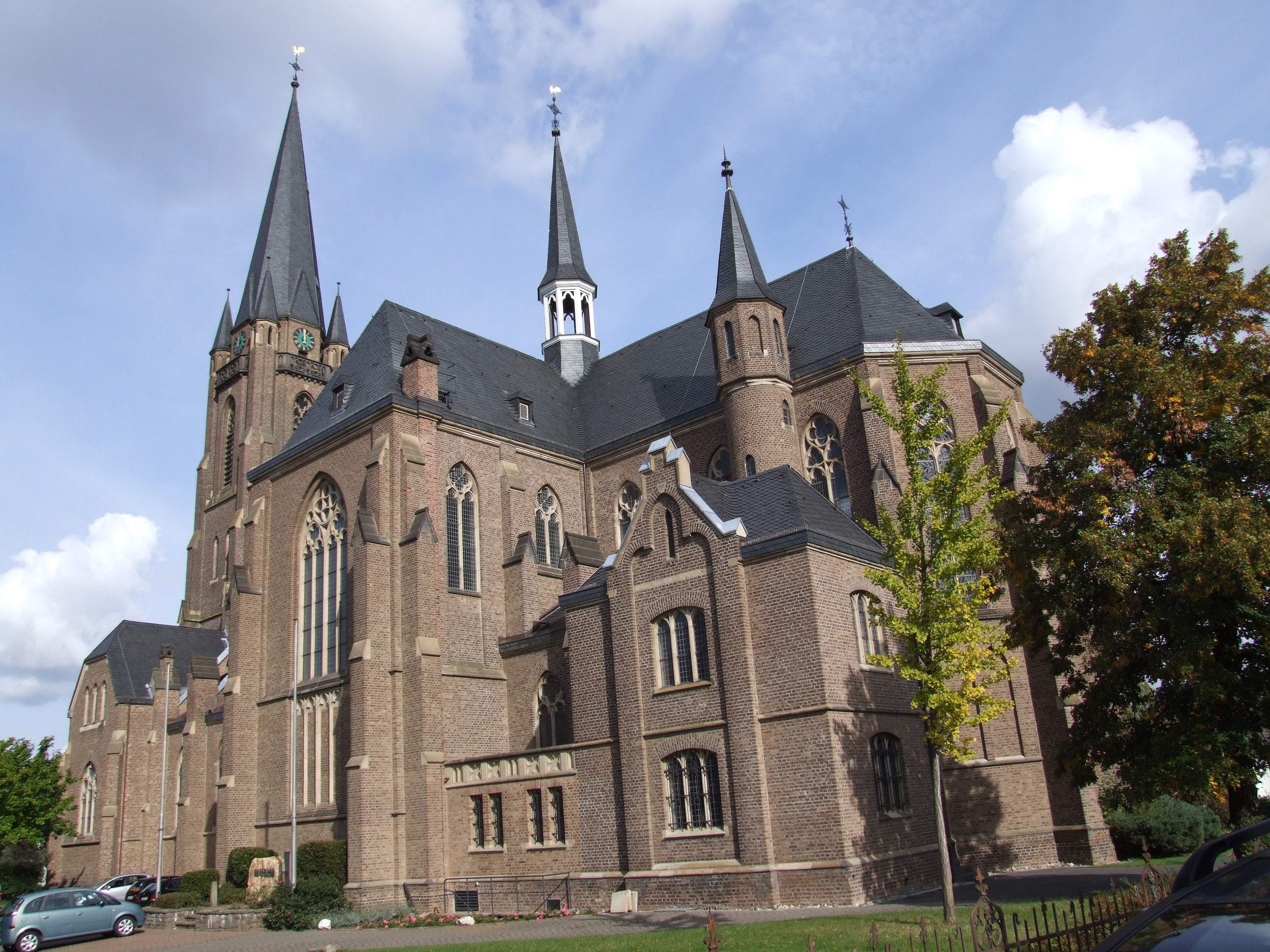
Katholische Kirche St. Maria Magdalena in Endenich

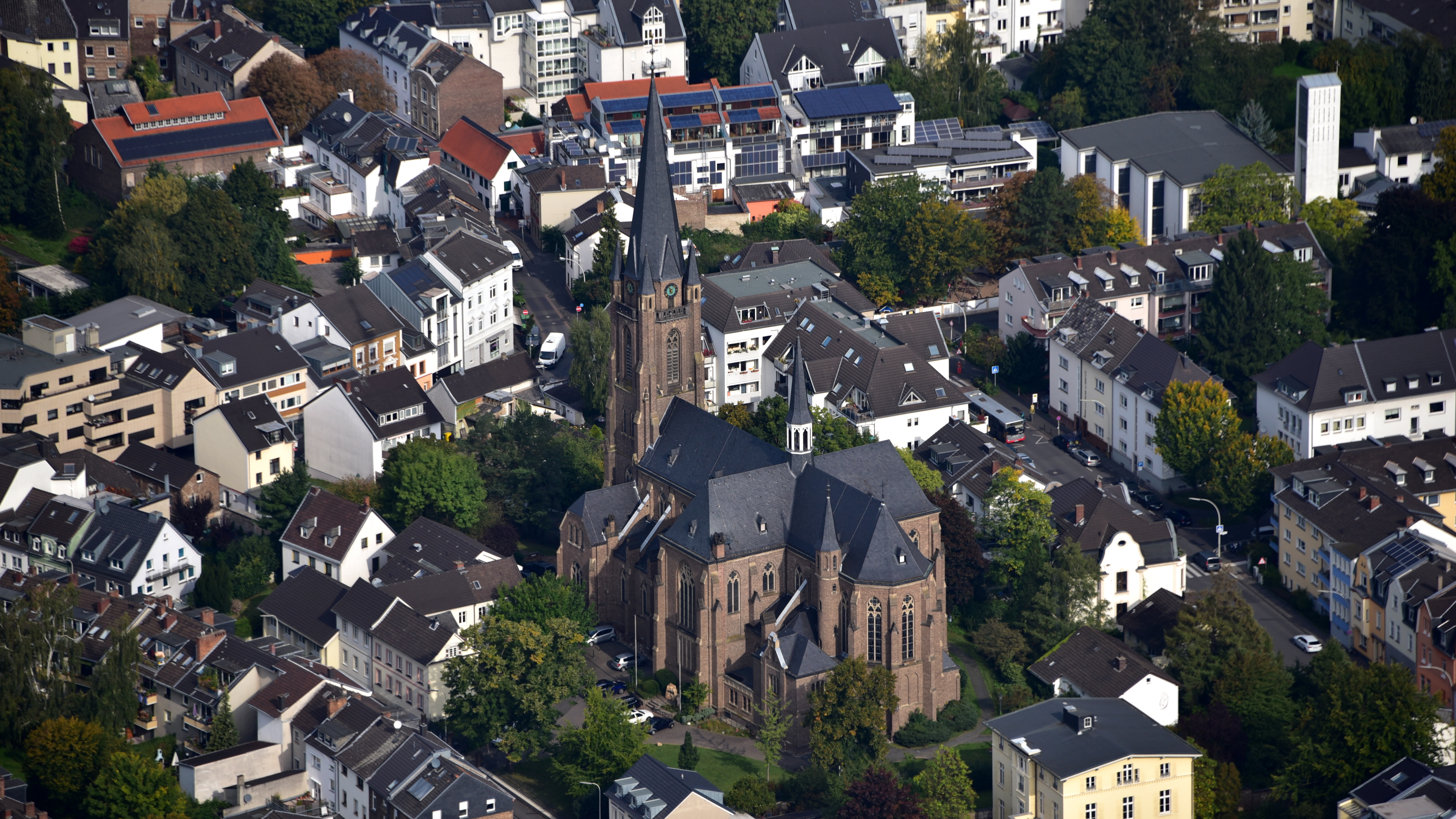
St. Maria Magdalena, Luftaufnahme (2017)

Gegründet wurde das Dorf Endenich im 8. Jahrhundert n. Chr., erste Nennung am 5. April 804: Villa quae vocatur Antiniche (bei dem Dorf, das „Antiniche“ (Endenich) genannt wird), nachdem ein wohlhabender Römer namens Rungus dem Cassius-Stift zwei Morgen Ackerland bei Antiniche samt einer Kirche und einigen Pretiosen vermacht hatte. Aus dem Mittelalter stammt die Burg Endenich.
Endenich gehörte landesherrlich zum Kurfürstentum Köln und war Namensgeber der Herrlichkeit Endenich (auch Poppelsdorf genannt) im kurkölnischen Oberamt Bonn, die im Besitz des Bonner Cassius-Stiftes war. Die Herrschaft umfasste die Ortschaften Endenich, Ippendorf und Poppelsdorf. Nach der Inbesitznahme des Linken Rheinufers durch französische Revolutionstruppen (1794) und der Einführung der französischen Verwaltungsstrukturen (bis 1798) gehörte Endenich zur Mairie Poppelsdorf im Kanton Bonn externe. In preußischer Zeit (ab 1815) blieb die Gemeinde Endenich Teil der Bürgermeisterei Poppelsdorf, die dem Kreis Bonn zugeordnet wurde. Die Gemeinde wurde am 1. Juni 1904 in die Stadt Bonn eingegliedert. Die Gemarkung Endenich in den Grenzen der ehemaligen Gemeinde besteht bis heute. Von 1879 bis in den Zweiten Weltkrieg existierte die Immenburg.
Nach 1941 wurde das Kloster „Zur ewigen Anbetung“ im Rahmen des Holocausts als  Zwischenlager für die Massentransporte der Bonner Juden in die Vernichtungslager benutzt.
Im Jahre 2004 feierte Endenich sein 1200-jähriges Bestehen.

## Kultur und Sehenswürdigkeiten

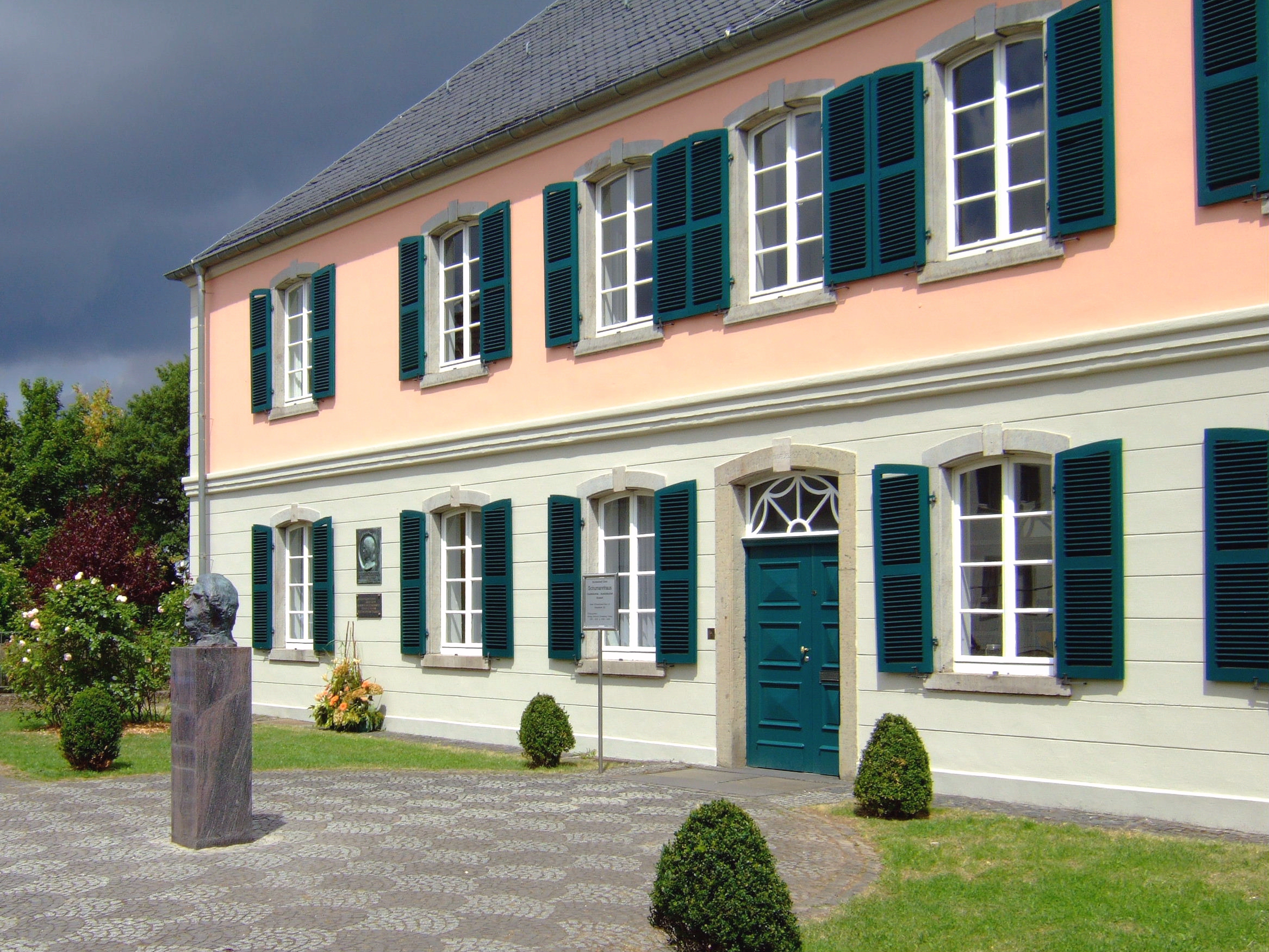
Schumannhaus Bonn

- Die Marterkapelle am Fuße des Kreuzbergs.
- Burg Endenich, heute Sitz der Stadtteilbibliothek.

Das von Bill Mockridge gegründete Improvisationsensemble Die Springmaus hat in Endenich seine Heimat. Bekannte Comedians wie Bernhard Hoëcker, Christoph Schunck, Maximilian Osterritter, Dirk Bach und Bastian Pastewka, aber beispielsweise auch die Piccolo Puppenspiele haben von hier aus ihren Erfolgsweg angetreten.
Das Haus der Springmaus gehört wie der Musikclub Harmonie, das Rex-Programmkino und das Theater im Ballsaal zur Endenicher Kulturmeile in der Frongasse.
Der Komponist Robert Schumann verbrachte seine beiden letzten Lebensjahre in der „Richarz’schen Heilanstalt“ in der damaligen Magdalenenstraße (heute Sebastianstraße). Das Gebäude ist heute eine Gedenkstätte (Schumannhaus Bonn) und wird als Museum und Musikbibliothek genutzt.
Das Bonner Prinzenpaar hat in Endenich immer seinen ersten offiziellen Auftritt nach seiner Vorstellung auf dem Bonner Marktplatz.

## Wissenschaft
Im Endenicher Norden sind einige wissenschaftliche Institute angesiedelt: seit 1965 die Parasitologie (heute Institut für Evolutionsbiologie & Ökologie) und Pharmazie der Universität Bonn, seit 1972 das Max-Planck-Institut für Radioastronomie und seit 1973 die Astronomischen Institute (seit 2006 Argelander-Institut für Astronomie). Das Institut für Anorganische Chemie sowie das Kekulé-Institut für Organische Chemie und Biochemie sind ebenfalls seit 1972 in Endenich angesiedelt.